# Hoploscopa marijoweissae
Hoploscopa marijoweissae is een vlinder uit de familie van de grasmotten (Crambidae), uit de onderfamilie van de Hoploscopinae. De wetenschappelijke naam van deze soort is voor het eerst gepubliceerd in 2020 door Théo Léger en Matthias Nuss.
De voorvleugellengte van het mannetje is 11 millimeter en van het vrouwtje 12 millimeter.
De soort komt voor in Indonesië (Papoea) en Papoea-Nieuw-Guinea (Morobe) tussen 1700 en 2350 meter hoogte.